# Jean-Baptiste de Montullé
Pour les articles homonymes, voir Montullé.
 (avril 2023).
Si vous disposez d'ouvrages ou d'articles de référence ou si vous connaissez des sites web de qualité traitant du thème abordé ici, merci de compléter l'article en donnant les références utiles à sa vérifiabilité et en les liant à la section « Notes et références ».
Jean-Baptiste de Montullé ou Monthulé, seigneur de Louvigné, Monthorin et autres lieux, né en 1684 et décédé le 9 juillet 1750 à Paris, est un magistrat français, amateur d'art et bibliophile.

## Biographie
Fils de Jean-Joseph de Montullé (et d'Agnès Bouvard de Fourqueux), reçu lui-même au Parlement de Paris le 6 juin 1671, petit-fils de François de Montullé (et de Marie Régnier, sœur du maire de Nantes) puis auditeur en la Chambre des comptes de Bretagne, Jean-Baptiste de Montullé est conseiller au Parlement de Paris du 17 mars 1706 au 21 mai 1727, date à laquelle il devient chef du conseil du prince Louis François de Bourbon-Conti. De la cinquième Chambre des enquêtes, il monte à la Grand'Chambre le 27 juin 1732. Au décès de la duchesse de Bourbon, il est nommé son exécuteur testamentaire en 1743.
Jean-Baptiste de Montullé épouse en octobre 1714, Françoise Glucq, fille cadette de Jean Glucq, teinturier en écarlate aux Gobelins. Deux premiers fils meurent en bas âge rue de la Harpe où la famille habite alors. Devenu veuf en juillet 1730, il loue en 1732 trois maisons - finalement achetées le 5 juin 1739 aux héritiers de la comtesse de Verrue - dans lesquelles il fait de grands travaux. Amateur d'art et bibliophile, il peut ainsi disposer d'une superbe galerie de peinture et d'une importante bibliothèque rue du Cherche-Midi. Fort bien vu à la cour, il y fait être reçue dès le mois de mai 1742 sa fille aînée Marie-Charlotte, née le 24 juillet 1718, qui avait épousé le 5 octobre 1740 le comte Hyacinthe-François-Georges de Montecler (1719-1764); elle fut nommée en novembre 1743 dame d'honneur de la duchesse de Chartres.
Son fils Jean-Baptiste-François de Montullé, également amateur d'art, continua à habiter, comme son aînée, un hôtel contigu au sien après son mariage en mars 1750 avec Élisabeth Haudry . Sa fille cadette, Marguerite-Françoise, née le 15 décembre 1724, épousa le 28 avril 1745 le marquis Jean-Baptiste d'Albertas (1716-1790), conseiller à la Cour des Comptes, Aides et Finances d'Aix-en-Provence (1738), premier président de cette même cour (1745), puis président du Parlement Maupeou (1771-1774).
Aux côtés du cousin germain de son épouse, Jean de Jullienne, Jean-Baptiste de Montullé prend plaisir à graver quelques eaux-fortes de leur ami et protégé, le peintre Watteau, à qui il achète plusieurs tableaux et dessins.
Étant mort en 1750 dans son hôtel de la rue du Cherche-Midi, ce sont ses trois enfants qui recueillirent l'héritage de leurs oncles maternels Jean-Baptiste Glucq (1674-1748) et Claude Glucq (1678-1742) et plus tard celui de Jean de Jullienne (1686-1766) soit le tiers chacun de la manufacture de teinture et de draps fins sise aux Gobelins fondée par leur grand-père.